# Соловьёва, Елена Васильевна
Еле́на Васи́льевна Соловьёва (род. 21 января 1961, Пермь) — советский и российский театральный художник, главный художник Пермского театра оперы и балета имени П. И. Чайковского.

## Биография
В 1989 году окончила Санкт-Петербургскую академию живописи (театральное отделение, факультет живописи, мастерская профессора Э. С. Кочергина) и приступила к работе в Пермском академическом театре драмы в качестве художника-постановщика.
В 1989—2001 годах выполнила художественное оформление следующих спектаклей:
- «Охота в Альпах»
- «Кукольный дом»
- «Белоснежка и семь гномов»
- «Джентльмен»
- «Филумена Мартурано»
- «Фронтовые этюды»
- «Подари мне лунный свет»
- «Ноев ковчег» (театр оперы и балета)
- «Вкус меда» (Омск)
- «Таланты и поклонники» (Комсомольск-на-Амуре)
- студенческий спектакль «Волшебные прятки» и другие…

Принимала участие в выставке «Итоги театрального сезона 2000 г.».
Помимо работы в театре занимается живописью в стиле фэнтези и оформление кинороликов на TV MAXIMA.